# Noeleen Heyzer

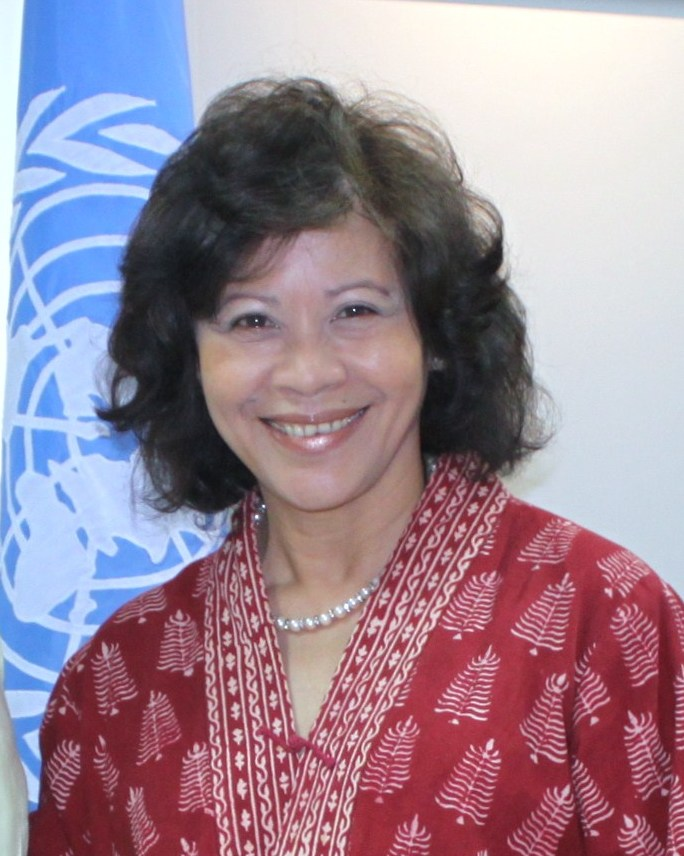
Noeleen Heyzer in 2012

Noeleen Heyzer (1948-) is een Singaporees speciaal adviseur van de secretaris-generaal van de Verenigde Naties voor Oost-Timor. Zij werd door secretaris-generaal Ban Ki-Moon op 10 juni 2013 in die functie benoemd. Eerder diende zij als uitvoerend secretaris van de Economische en Sociale Commissie van de Verenigde Naties voor Azië en de Stille Oceaan (ESCA).
Zij heeft uitgebreide ervaring met vraagstukken betreffende vrouwen, gender en ontwikkeling. In de beginjaren van haar carrière was ze onderzoeker voor het Employment Programme van de Internationale Arbeidsorganisatie (ILO) en verbonden aan het Institute of Development Studies van de Universiteit van Sussex. Toen ze werkte voor de Economic and Social Commission of Asian and the Pacific, richtte ze zich bij de voorbereiding van de Third World Conference op vrouwen en jeugdwerkloosheid.
Als directeur van het Gender Program van het Asian and Pacific Development Center speelde ze een belangrijke rol bij de formulering van nationale ontwikkelingsprogramma's vanuit een genderperspectief en ze adviseerde verschillende Aziatische regeringen over de genderproblematiek.
Later werd ze benoemd tot hoofd van het Ontwikkelingsfonds van de Verenigde Naties voor Vrouwen (UNIFEM), het leidende VN-agentschap voor gelijkheid en betrokkenheid van vrouwen. Onder haar leiding speelde UNIFEM een belangrijke rol bij de ondersteuning van landen bij het formuleren en uitvoeren van wetgeving en beleid voor de veiligheid en de rechten van vrouwen. Bij UNIFEM richtte ze zich op het bevorderen van vrouwelijk leiderschap in het oplossen van conflicten, het beëindigen van geweld tegen vrouwen en de bestrijding van hiv/aids vanuit een genderperspectief. Ze speelde een actieve rol bij de goedkeuring van resolutie 1325 van de Veiligheidsraad van de Verenigde Naties over vrouwen, vrede en veiligheid.
Heyzer is lid geweest van vele besturen en adviescommissies van internationale organisaties, onder meer in het kader van het United Nations Development Programme (UNDP).
Ze behaalde een Bachelor of Arts en een Master of Arts aan de Universiteit van Singapore en een doctoraat in de sociale wetenschappen van de Universiteit van Cambridge (Verenigd Koninkrijk).
In 2014 ontving ze de Aletta Jacobsprijs van de Universiteit van Groningen. Sinds 1990 reikt deze universiteit deze tweejaarlijkse prijs uit aan vrouwen die zich hebben onderscheiden op het gebied van emancipatie. De prijs is bedoeld voor vrouwen ‘die als een voorbeeld voor anderen kunnen dienen’.